# Bithoracochaeta pacifera
Bithoracochaeta pacifera is een vliegensoort uit de familie van de echte vliegen (Muscidae). De wetenschappelijke naam van de soort zijn voor het eerst geldig gepubliceerd in 1893 door Giglio-Tos als Coenosia pacifera.